# Culicoides lobatoi
Culicoides lobatoi är en tvåvingeart som beskrevs av Felippe-bauer och Quintelas 1994. Culicoides lobatoi ingår i släktet Culicoides och familjen svidknott. Inga underarter finns listade i Catalogue of Life.